# Santa Croce di Palazzo (Nápoly)
A Santa Croce di Palazzo  egy nápolyi templom. A 19. században építették a korábbi Santa Maria della Croce helyén. Ez utóbbi 1345-ben épült Anjou Róbert felesége, Aragóniai Sancia jóvoltából. Az itt élő szerzeteseket II. Johanna a későbbiekben betelepítette a falakkal körbevett városba, a Santa Chiara kolostorba. 
Az elhagyott kolostor helyén I. Aragon Alfonz palotát építtetett 1780-ban. A templom 1810-ig, lebontásáig fennmaradt.